# Dulce Maria Cardoso
Dulce Maria Cardoso   (Fonte Longa, 1964) és una escriptora portuguesa.

## Biografia
Cardoso va néixer a Portugal, al mateix llit on havien nascut la seva mare i la seva àvia. Va passar la seva infància a Angola. El 1975, quan tenia onze anys, la seva família va tornar a Portugal juntament amb mig milió de retornats que tornaven després de la independència de les colònies portugueses. La seva família es va quedar a Lisboa i ella se'n va anar a viure amb els seus avis a un petit llogaret a prop de Mirandela.
Es va graduar a la Facultat de Dret de la Universitat de Lisboa i va treballar com advocada abans de dedicar-se a l'escriptura de forma exclusiva. Ha escrit novel·les i contes. La seva primera novel·la, Campo de Sangue (2002), va ser escrita per una beca de creació literària del Ministeri de Cultura portuguès i va obtenir el Premi Esdevé. La seva segona novel·la, Os meus Sentimentos (2005) va ser distingida amb el Premi de Literatura de la Unió Europea. La seva tercera novel·la, O Chão dos Pardais (2009), va guanyar el Premi Ciranda. La seva quarta novel·la. O Retorno (2011), va rebre el Premi especial de la crítica a Portugal. Per aquesta obra l'Estat francès li va atorgar la condecoració de l'Orde de les Arts i les Lletres (2012).

## Obres publicades
- Campo de Sangue, Vila Nova de Gaia: Asa, 2002; Camp de Sang, Traducció catalana de Marta Ferré Freitas-Morna i Antoni Picornell Belenguer. Pollença: El Gall Editor, 2006. Gran Premio Acontece de novel·la.
- Os meus Sentimentos, Vila Nova de Gaia: Asa, 2005. (novel·la)
- Até Nós, Vila Nova de Gaia: Asa, 2008. (contes)
- O Chão dos Pardais; Vila Nova de Gaia: Asa, 2009. (novel·la)
- O Retorno, Lisboa: Tinta da China, 2011. (novel·la, infantil-juvenil)
- A Bíblia de Lôá, Lisboa: Tinta da China, 2014, volum 1: Lôá e a véspera do primeiro dia, i volum 2: Lôá perdida no paraíso. (novel·la)
- Tudo são histórias de amor, Lisboa: Tinta da China, 2014. (contes)
- Eliete-A Vida Normal, Lisboa: Tinta da China, 2018; La vida normal. Traducció catalana de Pere Comellas. Alzira: Bromera, 2020.